# Caridina fossarum
Caridina fossarum е вид десетоного от семейство Atyidae. Видът не е застрашен от изчезване.

## Разпространение
Разпространен е в Иран.

## Описание
Популацията на вида е стабилна.